# Lu Wen-fu
Lu Wen-fu (v transkripci pinyin Lù Wénfū), (23. března 1927, Su-čou v provincii Ťiang-su – 9. července 2005, tamtéž) byl čínský spisovatel, jeden z nejvýznamnějších čínských spisovatelů 20. století.
První prózy začal Lu Wen-fu publikovat již v polovině 50. let 20. století, kdy působil jako reportér místních novin v Su-čou. V roce 1957 zde také založil časopis, který byl však po krátké době zakázán. Lu Wen-fu byl nejprve nucen vykonávat těžkou manuální práci na různých stavbách a během kulturní revoluce byl roku 1969 internován i s rodinou do odlehlé vesnice, kde se živil jako zemědělec. Rehabilitace se dočkal až roku 1978 po pádu gangu čtyř a od té doby začal znovu publikovat. Jeho povídky a novely okamžitě zaujaly neobvyklostí svých námětů a nezávislostí na rétorice oficiální propagandy. Lu Wen-fu se stal místopředsedou čínského svazu spisovatelů a čestným prezidentem Asociace výtvarného umění města Su-čou, kde působil až do konce života.
Většina autorových příběhů se odehrává právě v jeho rodném městě. Lu Wen-fu v nich s nadhledem líčí uniformní šeď čínského života během kulturní revoluce a popisuje trpké osudy lidí, kteří se stali oběťmi politických perzekucí.

## Česká vydání
- Dvě čínské novely, DharmaGaia, Praha 2010, ISBN 978-80-7436-012-1, přeložily Zdenka Heřmanová (Feng Ťi-cchaj, Zázračný cop) a Olga Lomová (Lu Wen-fu, Labužník). Novela Labužník z roku 1982 ve zkratce popisuje život v Čínské lidové republice poznamenaný politickými kampaněmi a „modernizací“ v duchu komunistické ideologie.